# Genovaitė Ramoškienė
Genovaitė Ramoškienė, född den 12 maj 1945 i Daičiūnai i Litauen, är en sovjetisk roddare.
Hon tog OS-brons i dubbelsculler i samband med de olympiska roddtävlingarna 1976 i Montréal.